# امپراتوری
اِمپِراتوری برگرفته از عنوان امپراتور (به لاتین: Imperator) از ریشهٔ ایمپریوم، به یک نظام سیاسی اطلاق می‌شود که بر سرزمین وسیعی متشکل از اقوام و ملت‌های مختلف حکمرانی کند.
امپراتوری‌ها در تاریخ به شکل‌های باستانی یا مدرن، متمرکز یا غیرمتمرکز و خشن یا نسبتاً صلح‌جو وجود داشته‌اند. همچون دیگر حکومت‌ها، یک امپراتوری نیز ساختار سیاسی خود را حداقل با اندازه‌ای از اجبار، حفظ می‌کند. امپراتوری‌های زمینی (مانند امپراتوری مغول) تمایل به گسترش در حوزهٔ پیوسته دارند؛ درحالی که امپراتوری‌های دریایی (مانند امپراتوری بریتانیا) در سرزمین‌هایی پراکنده‌تر و در قاره‌های متفاوت گسترده هستند.

## واژه‌شناسی
عنوان امپراتور در آغاز به سرداران برجستهٔ رومی داده می‌شد. پس از چندی به فرمانروایان روم نیز امپراتور می‌گفتند و سرزمین زیر فرمان‌شان را نیز «امپراتوری» می‌خواندند. با این حال، کاربرد این عنوان به فقط آن دوران محدود نشد و پس از سقوط امپراتوری روم و در اروپای قرون وسطی نیز پادشاهان نیرومندی که بر چندین کشور یا سرزمین فرمان می‌راندند خود را امپراتور می‌نامیدند.
امپراتوری واژه‌ای لاتین به معنای نوعی نظام سلطنتی است که در رأس آن یک امپراتور قرار دارد. به نوشتهٔ دهخدا: «[امپراتوری] مجموعه ممالک و نواحی است که تحت سلطنت امپراتور قرار دارد.» فرهنگ فارسی معین امپراتوری را «مجموعهٔ ممالکی» که تحت نظر «دولتی مقتدر» اداره شود تعریف می‌کند. امروزه در زبان فارسی واژهٔ «شاهنشاهی» برابر با امپراتوری به‌کار رفته است.

## تعریف
تعریف اینکه دقیقاً چه چیزی از لحاظ فیزیکی و سیاسی یک امپراتوری را تشکیل می‌دهد متفاوت است. بنا بر دیکشنری آکسفورد: «امپراتوری مجموعه‌ای از بسیاری از ایالت‌ها یا سرزمین‌های جداگانه است که تحت فرمان یک حاکمیت واحد (معمولاً با عنوان رسمی امپراتور) یا الیگارشی قرار دارند.» به‌طور خلاصه‌تر: «گروه وسیعی از سرزمین‌های تابع که در نهایت تحت حاکمیت یک دولت مستقل هستند.» که این در تضاد با یک فدراسیون است که به معنای دولت گسترده‌ای است که داوطلبانه از دولت‌های دیگر و مردمان خودمختار تشکیل شده؛ زیرا امپراتوری دولت بزرگی است که بر سرزمین‌هایی خارج از مرزهای اصلی خود سلطه پیدا می‌کند.
یک امپراتوری عموماً باید واجد خصوصیات زیر باشد:
1. از حیث قلمرو، جمعیت و توان سیاسی مشتمل بر چند ملت، قوم یا سرزمین‌هایی بزرگ با نژادها یا فرهنگ‌های متفاوت باشند.
2. از اِستیلای یک قبیله یا مردم توانمندتر بر سایر اقوام یا مردم حاصل شده باشد، به شرطی که استیلا استمرار یابد و ملت‌های مغلوب حقیر شمرده شوند؛ چنان‌که وحدت امپراتوری بیشتر از طریق اعمال قدرت حاصل شده باشد تا از راه رضایت خاطر اقوام متنوع.
3. از حیث ساختار سیاسی، قدرت در اختیار شخصی نظیر امپراتور قرار داشته باشد و تمام قدرت‌های محلی از اختیارات تفویضی او مایه گرفته باشند.
4. وجود نظریه‌ای جامع تحت عنوان دین، ایدئولوژی یا قانونی مشترک که فراهم آورندهٔ ساختاری سیاسی و اخلاقی باشد و موجب یکپارچگی افکار و رفتار اقوام مختلف شود.

با این حال، گاهی یک امپراتوری فقط از نظر ظاهری شکل می‌گیرد؛ مانند زمانی که یک حاکم خودش را «امپراتور» بنامد. حکومتی که آن حاکم بر آن حکمرانی می‌کند، با وجود نداشتن هیچ قلمرو یا هژمونی اضافی، منطقاً به یک «امپراتوری» تبدیل می‌شود. در نمونه‌هایی از این شکل امپراتوری، می‌توان امپراتوری آفریقای مرکزی، امپراتوری دوم مکزیک و امپراتوری کره را نام برد. محققان همچنین امپراتوری‌ها را از دولت-ملت‌ها متمایز می‌کنند. در یک امپراتوری، سلسله مراتبی وجود دارد که به موجب آن، گروهی از مردم (معمولاً بزرگ‌تر) بر گروه‌های دیگر مردم فرمانروایی می‌یابند و مراتبی از حقوق و اعتبار برای گروه‌های مختلف مردم شکل می‌گیرد. در اکثر امپراتوری‌ها حق و حقوق ملت حاکم و ملت محکوم برابر نبوده است.
امپراتوری اغلب با مفاهیم دیگری هم مانند امپریالیسم، استعمار و گلوبالیسم همراه است. البته در مورد امپریالیسم، این تفکر تنها به ایجاد و حفظ روابط نابرابر بین ملت‌ها اشاره دارد و نه لزوماً یک سیاست حکومتی به رهبری یک حاکم یا امپراتور. تاریخ‌نویسان مدرن غربی به‌طور گسترده و بدون محدودیت از اصطلاح‌های «امپراتور» و «امپراتوری» به صورت نابهنگام و خارج از بافت رومی و اروپایی آن، برای توصیف هر کشور بزرگی از گذشته تا زمان حال استفاده کرده‌اند. گاهی این اشاره حتی به حکومت‌های غیر سلطنتی و حوزه‌های نفوذ آنها نیز کشیده شده است؛ مانند «امپراتوری آتن» در اواخر قرن پنجم پیش از میلاد، «امپراتوری آنژوین» و امپراتوری‌های شوروی و آمریکا در دوران جنگ سرد، بدون اینکه چنین حکومت‌هایی حتی رهبری به نام امپراتور داشته باشند. از اواسط سدهٔ هجدهم میلادی، یک امپراتوری به جای مرتبط بودن با عنوان حاکم آن، با مالکیت بر سرزمین‌های وسیع شناخته می‌شد.

## ظهور و زوال

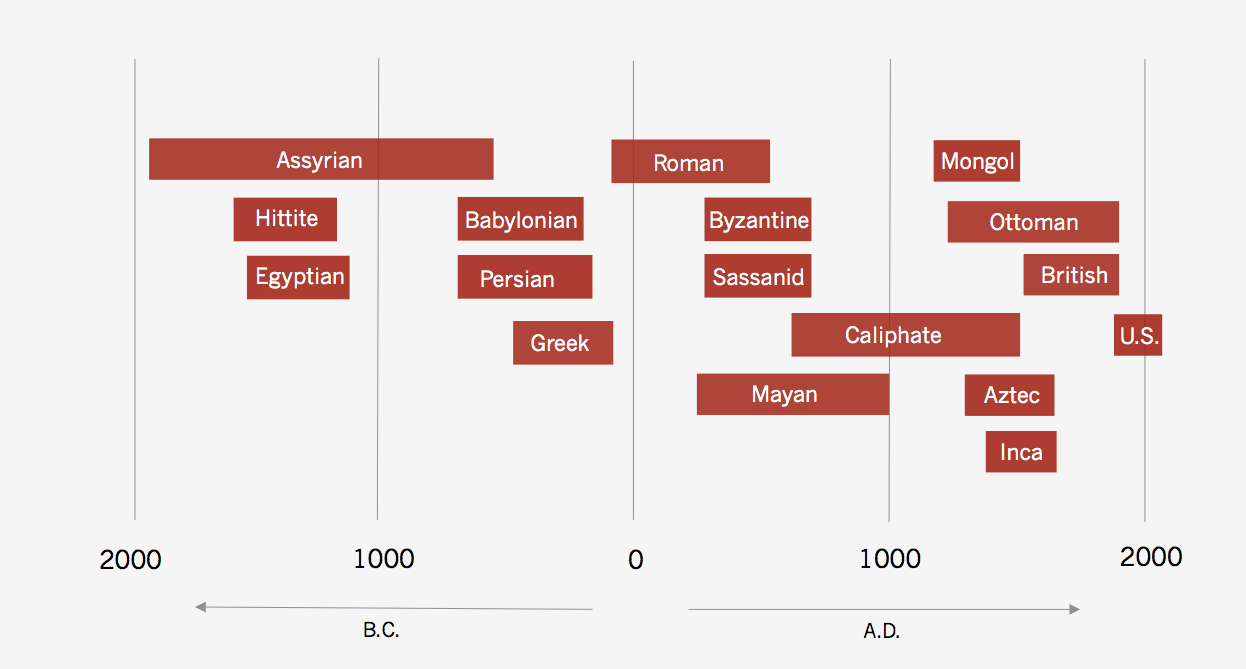
تعدادی از امپراتوری‌ها در طول تاریخ

با اینکه مورخان هنوز به نظر مشترکی دربارهٔ چگونگی قدرت یافتن یک امپراتوری نرسیده‌اند، اما نحوهٔ رشد و شکل‌گیری امپراتوری‌ها معمولاً با هم متشابه است. بیشتر امپراتوری‌ها زمانی به وجود می‌آیند که یک کشور یا یک قوم با انگیزه گسترش قلمرو یا افزایش توان اقتصادی، نظامی و سیاسی، سرزمین‌های دیگر را تصرف کند و بر مردم آن ناحیه تسلط یابد. نحوهٔ برآمدن و حفظ قدرت در امپراتوری‌ها نیز بنا بر فرهنگ و موقعیت اجتماعی حاکمان متغیر است. برای مثال:
- امپراتوری صفوی: شاه اسماعیل یکم مؤسس این امپراتوری، از اوضاع آشفته و ملوک‌الطوایفی آن زمان در ایران استفاده کرد و با اندیشه‌های مذهبی و بهره‌گیری از ایلات قزلباش حکومت‌های محلی را برانداخت و این کشور را یکپارچه کرد.
- امپراتوری سامانی: اسماعیل یکم سامانی مقتدرترین حاکم این دودمان، با الحاق سرزمین امیران شکست‌خورده دیگر و مدارا با مردم توانست حکومت سامانیان را به یک امپراتوری تبدیل کند.
- امپراتوری عثمانی: این امپراتوری در ابتدا و در زمان عثمان یکم اولین سلطان آن، بیگ‌نشین کوچکی در آناتولی بود؛ ولی اندک اندک این بیگ‌نشین کوچک با شیوه‌های مختلف و جنگ‌های کوچک و بزرگ به یک امپراتوری قدرتمند چند قاره‌ای تبدیل شد که صدها سال دوام آورد.
- امپراتوری بریتانیا: این امپراتوری ارتشی قدرتمند (به‌خصوص در دریا) داشت، از توان اقتصادی خود سود می‌برد، با کشورهای همسایه روابط اقتصادی عمیقی داشت و به شیوهٔ استعمارگری، قرن‌ها به بقای خود ادامه داد.
- امپراتوری هابسبورگ: حاکمان دودمان هابسبورگ با ازدواج بین خاندان‌های سلطنتی مختف توانستند، از سده‌های چهارده تا هجدهم میلادی و قریب به ۴۰۰ سال بر بیشتر اروپا حکمرانی کنند.

تمامی امپراتوری‌ها با حملات خارجی یا جنگ‌ها و قیام‌های داخلی متلاشی می‌شوند. مانند:
- سقوط امپراتوری صفوی به دست سپاه افغان‌ها به دلیل ناتوانی نظامی و بی‌تدبیری‌های شاه سلطان حسین صفوی.
- سقوط امپراتوری روم پس از تضعیف با جنگ‌های داخلی و سپس انقراض آنان در سده پنجم میلادی به دست بربرها.
- سقوط امپراتوری بریتانیا بر اثر استقلال‌خواهی کشورهای مستعمره در سده بیستم میلادی.
- سقوط امپراتوری عثمانی با شکست در جنگ جهانی اول در سده بیستم میلادی.
- سقوط امپراتوری ژاپن با شکست در جنگ جهانی دوم در سده بیستم میلادی.

## سقوط نظام‌های امپراتوری در جهان

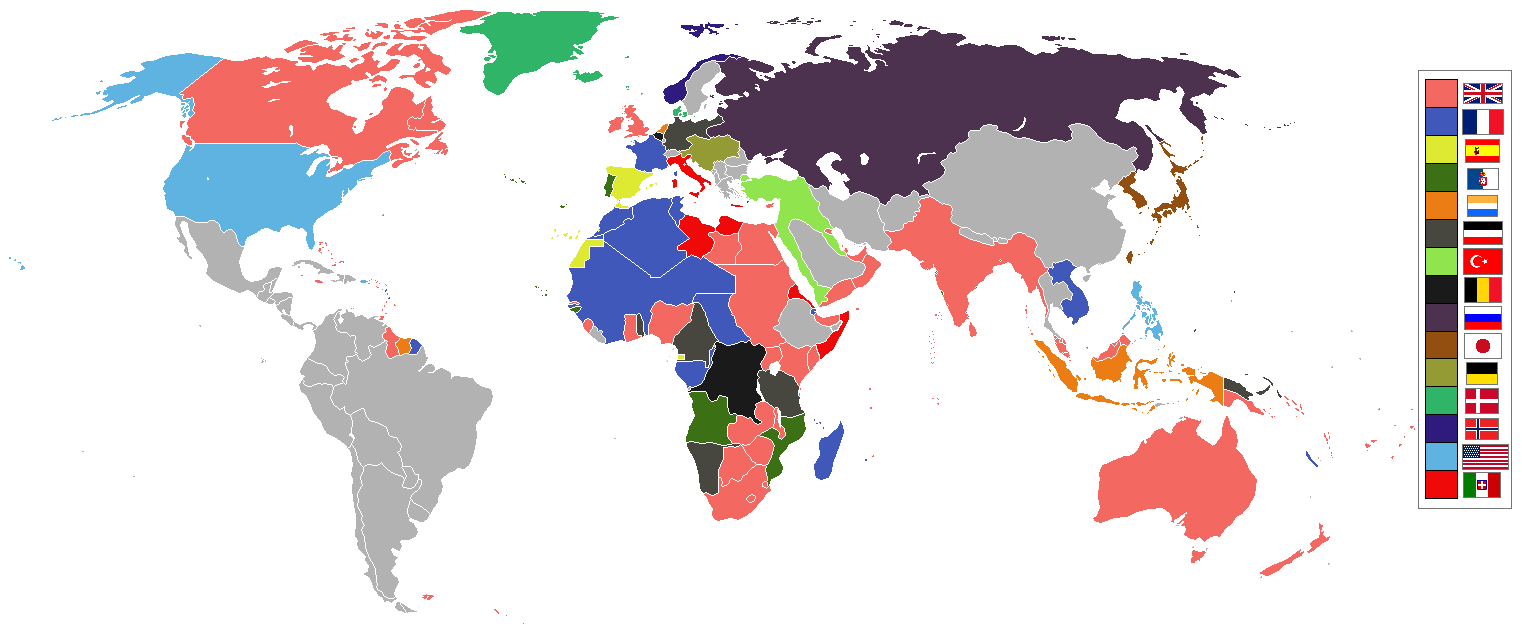
نقشه امپراتوری‌های جهان تا پیش از جنگ جهانی اول

تا پیش از جنگ جهانی اول، بیشتر جهان توسط امپراتوری‌ها اداره می‌شد. پس از جنگ جهانی، قدرت‌های شکست خورده در این جنگ چنان تضعیف شدند که به سرعت سقوط کردند. امپراتوری عثمانی و امپراتوری روسیه از آن جمله بودند. تا بعد از جنگ جهانی دوم در سال ۱۹۴۵ میلادی، تعداد امپراتوری‌هایی که به حیات خود ادامه می‌دادند، بسیار کم شد و مواردی که در اثر دو جنگ جهانی ضعیف شده بودند، یا سقوط کردند یا در نتیجه جنگ نتوانستند مستعمرات خود را در برابر جنبش‌های استقلال‌خواهانه حفظ کنند. امپراتوری بریتانیا از آن جمله بود که بخش زیادی از مستعمراتش را از دست داد و تبدیل به پادشاهی متحده بریتانیا شد. در جهان امروز تنها کشور ژاپن به صورت رسمی امپراتوری خوانده می‌شود.

## یادداشت

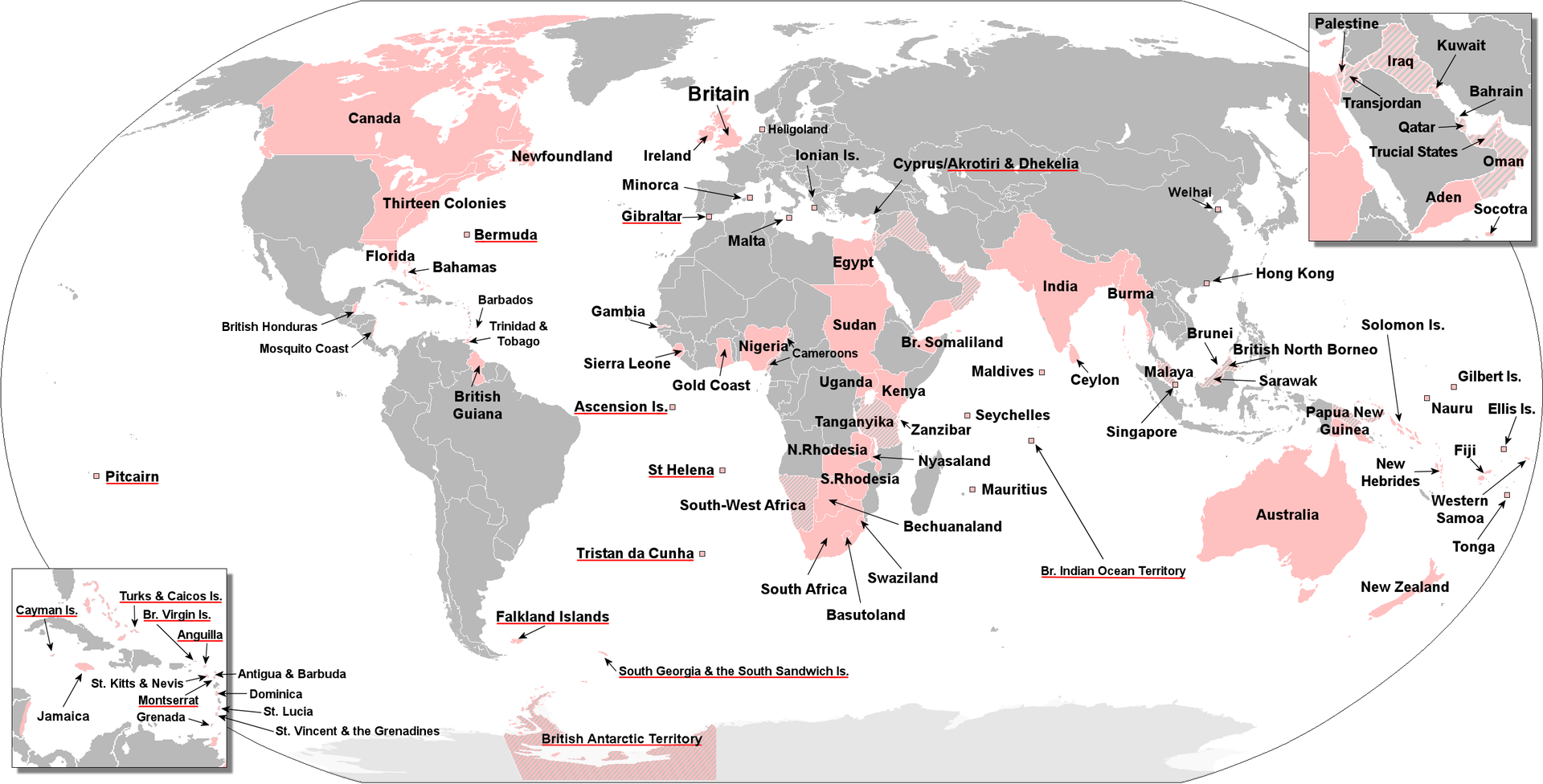
امپراتوری بریتانیا، بزرگ‌ترین امپراتوری تاریخ از لحاظ وسعت

1. ↑  این واژه به شکل «امپراطوری» هم رواج دارد؛ اما شکل «امپراتوری» درست می‌باشد.
2. ↑  به‌طور رسمی، تنها امپراتوران بیزانس و روم مقدس انحصار استفاده از این عنوان را در شرق و غرب اروپا در اختیار داشتند (امپراتور#تاریخچه را ببینید).